# هاوس (نیومکزیکو)
هاوس (به انگلیسی: House) یک روستا (ایالات متحده آمریکا) در ایالات متحده آمریکا است که در شهرستان کوئی، نیومکزیکو واقع شده‌است.
 هاوس ۲٫۳۷ کیلومتر مربع مساحت و ۶۸ نفر جمعیت دارد و ۱٬۴۳۴ متر بالاتر از سطح دریا واقع شده‌است.